# سيدات فرنسا
سيدات فرنسا (بالفرنسية: Mesdames de France) هو لقب استخدم في القرن الثامن عشر لبنات لويس الخامس عشر، العديد منهم كانوا غير متزوجات.

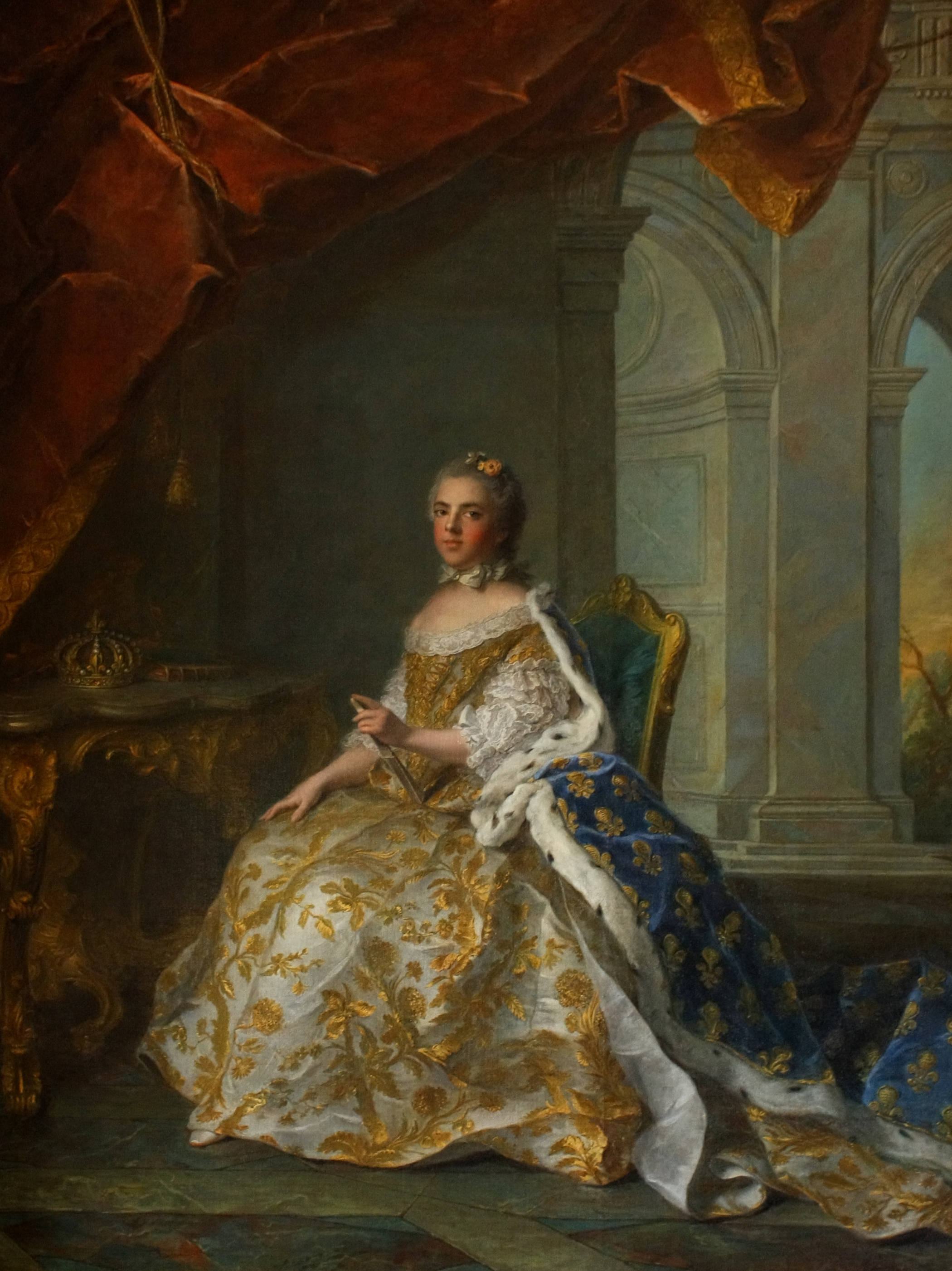
لويز إليزابيث

هنرييت.

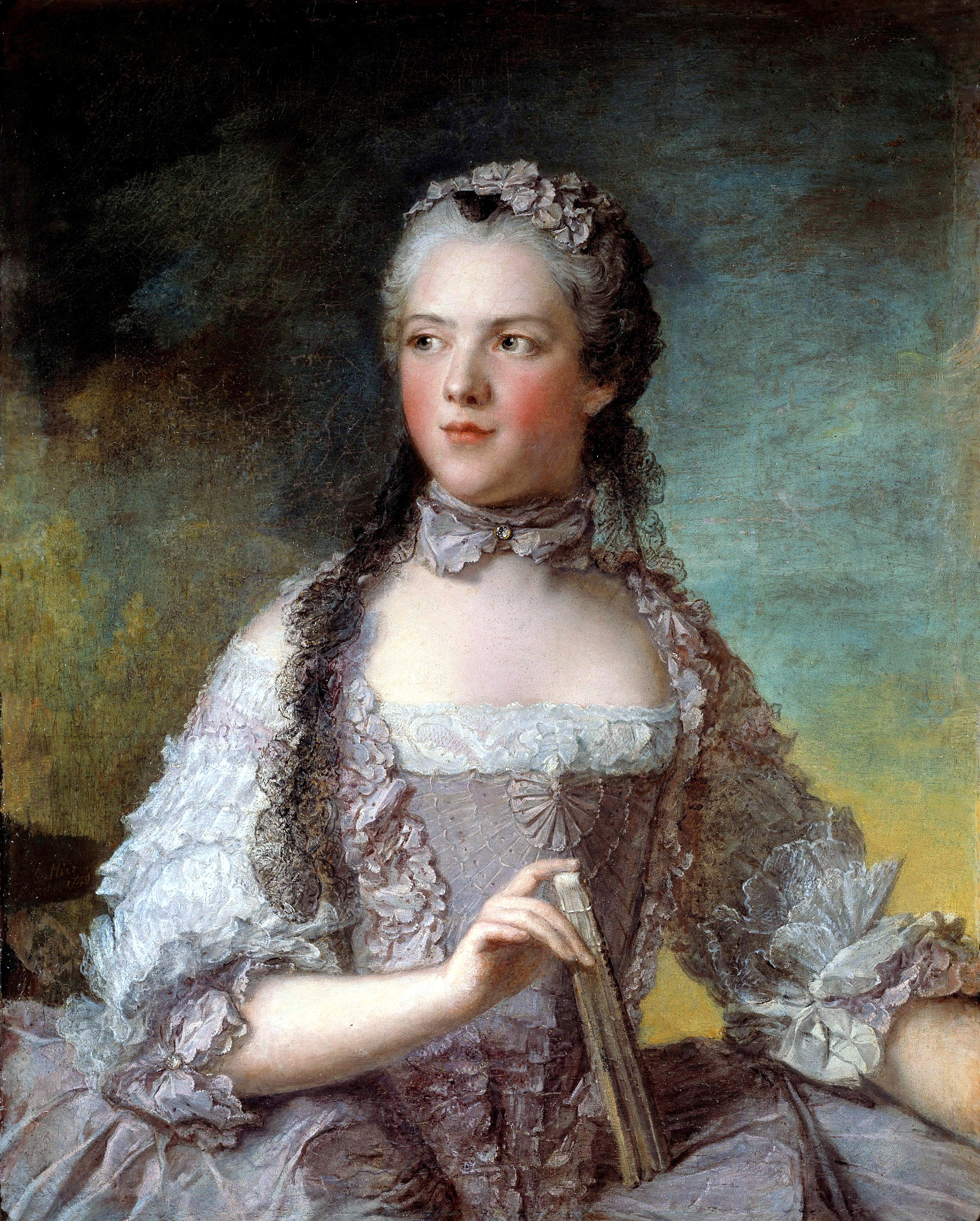
ماري أديلايد.

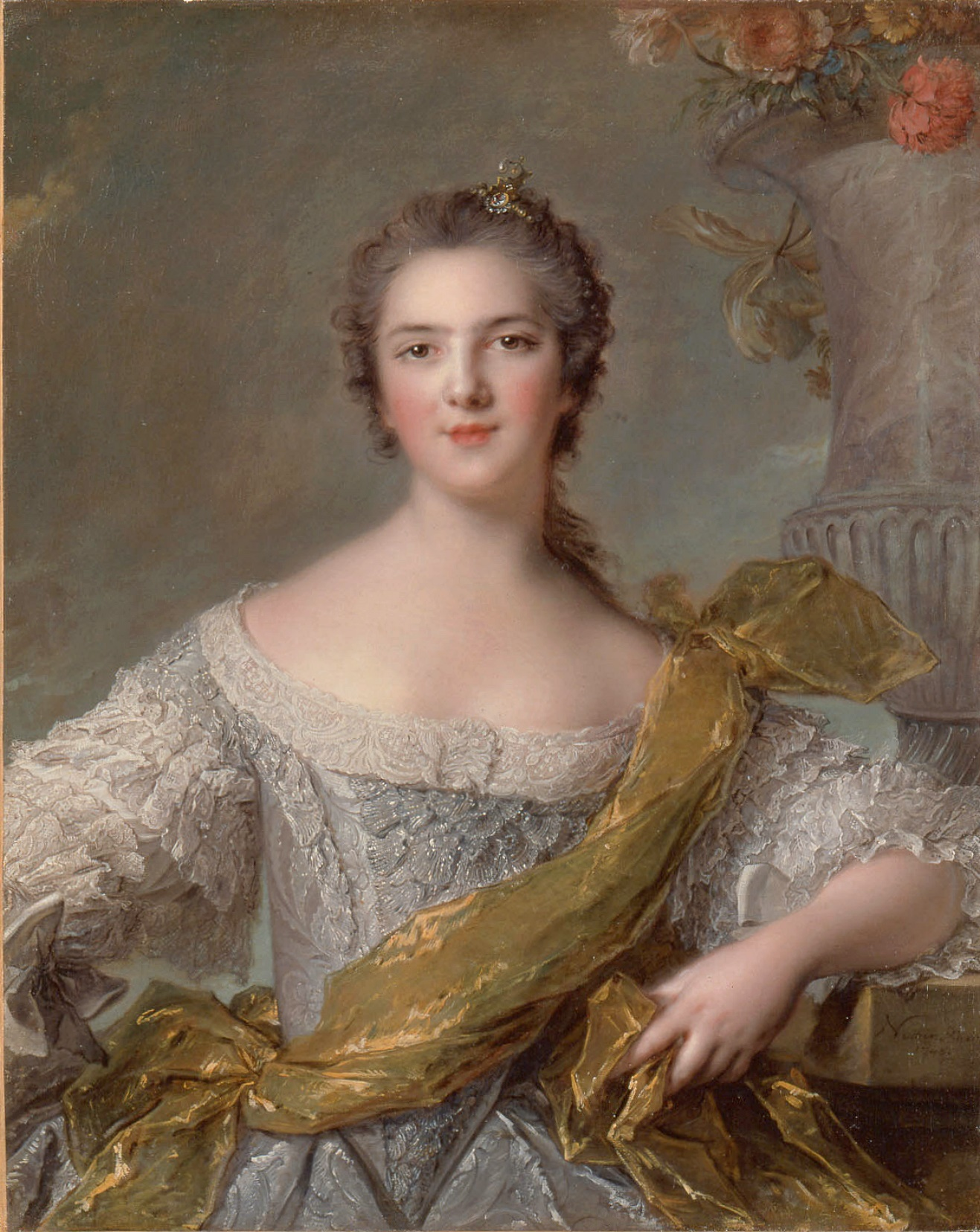
فيكتوار.

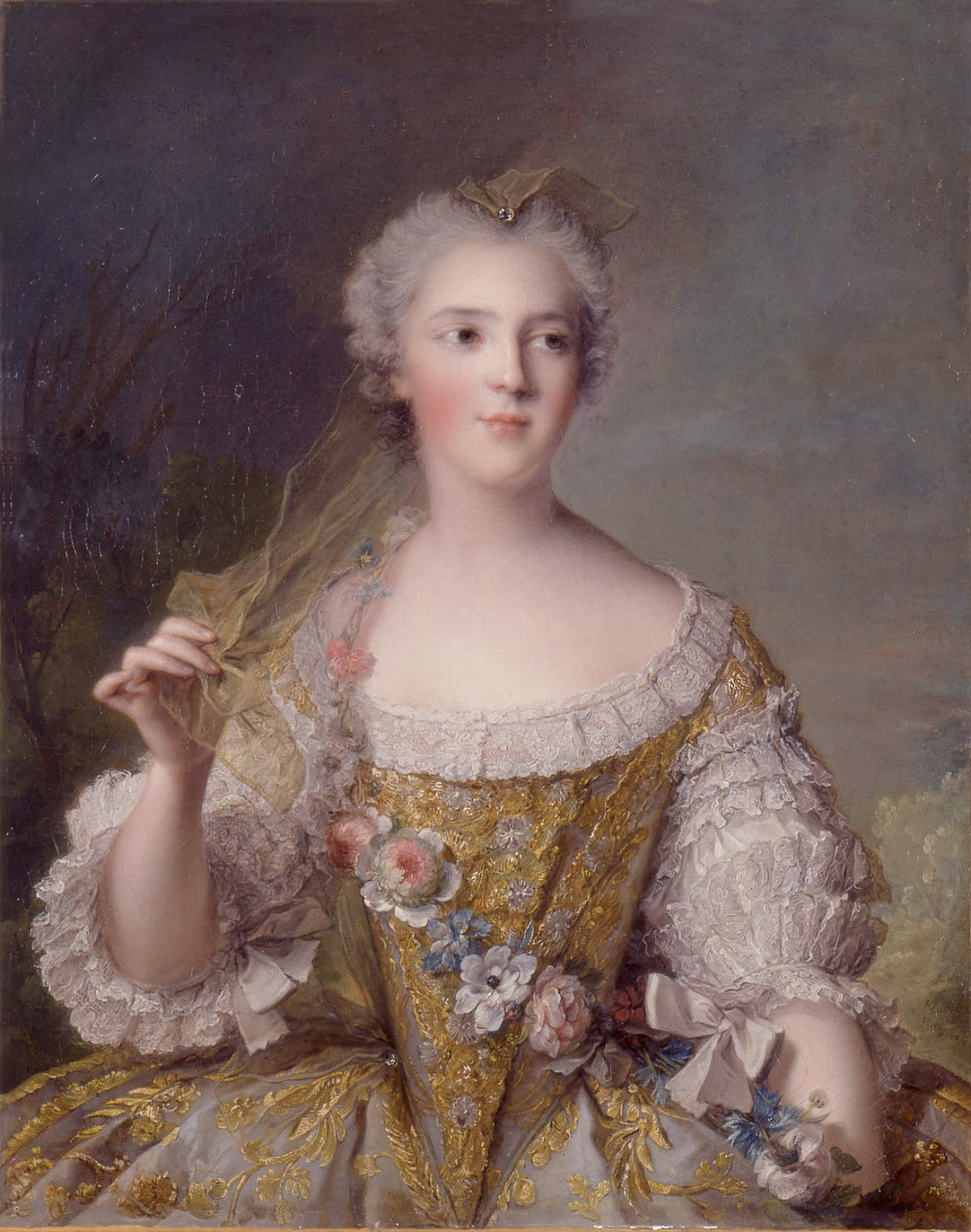
صوفي.

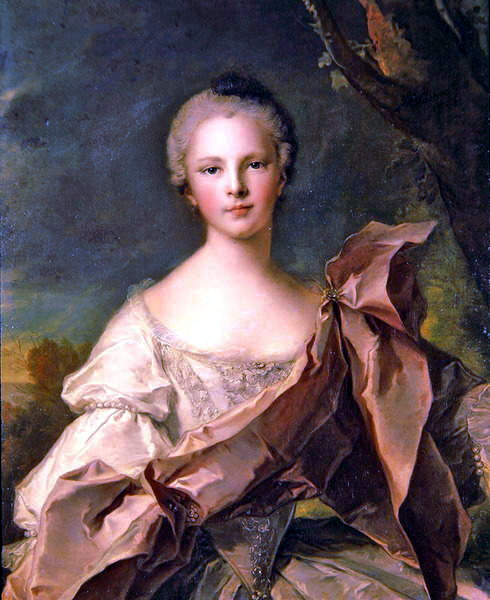
تيريز.

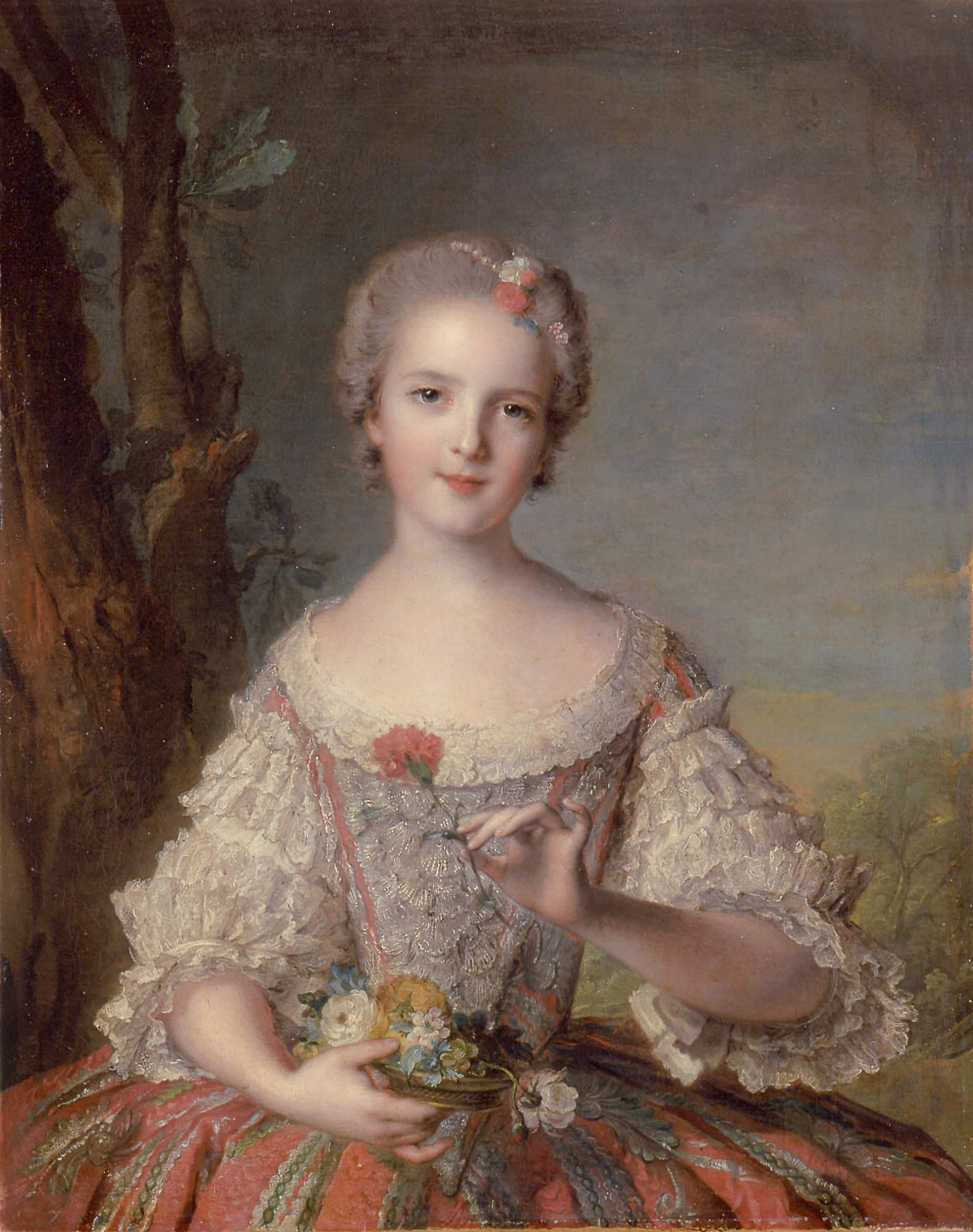
لويز ماري.

## لمحة عنهم
على عكس غيرهن من النساء النبلاء غير المتزوجات اللواتي ولدن باسم الفتاة ( Demoiselle)، ولدوا الأميرات اللواتي كن بنات ملوك فرنسا ولقب "سيدة".
وهكذا تم تلقيب بنات فرنسا ( Filles De France) بـ سيدات فرنسا ( Mesdames De France). كانت الألقاب متشابهة باستثناء وحيد وهو أنه للكبار، لم يكن من الضروري الاسم الأول، وكان يكفي لقب "السيدة" ( Madame) لتلقيبهم.

## السيدات
بقي لقب سيدات فرنسا في التاريخ بسبب ظروف خاصة بالأنساب، وسياسية واستراتيجية تسببت في بقاء العديد من بنات لويس الخامس عشر مع ماري ليزينسكا في البلاط الملكي الفرنسي، بما في ذلك ·  · :-
- لويز إليزابيث الفرنسية (1727-1759) السيدة الأولى.
- هنرييت آن الفرنسية (1727-1752)، السيدة الثانية، ثم السيدة الأولى بعد زواج شقيقتها التوأم.
- ماري لويز الفرنسية السيدة الثالثة، ثم مدام لويز
- ماري أديلايد الفرنسية (1732-1800)، مدام كوتريمي "السيدة الرابعة" حتى وفاة أختها الكبرى ماري لويز في عام 1733، ثم أصبحت مدام ترويسيمي "السيدة الثالثة" باسم مدام أديلايد من 1737 إلى 1755 ؛ ثم أصبحت المدام من 1755 إلى 1759 ؛ ثم أصبحت مدام أديلايد مجدداً من 1759 حتى وفاتها.
- صوفي فيليبين الفرنسية (1734-1782)، السيدة الخامسة ثم السيدة صوفي.
- تيريز الفرنسية (1736-1744)، السيدة السادسة، ثم المدام تيريز.
- لويز ماري الفرنسية (1737-1787)، السيدة السابعة والأخيرة، ثم المدام لويز.